# Etro
Etro è una casa di moda italiana di lusso fondata nel 1968, che fino al 2022 è stata un'azienda familiare gestita dai quattro figli del fondatore. Etro produce collezioni di abbigliamento uomo e donna, e altre collezioni che comprendono accessori, fragranze e arredo per la casa. La maison è famosa per i suoi disegni paisley, che inizia a produrre nel 1981. L’azienda dopo essere stata acquisita al 60% da un fondo esterno ha assunto Marco De Vincenzo come direttore creativo di tutte le categorie.

## Storia

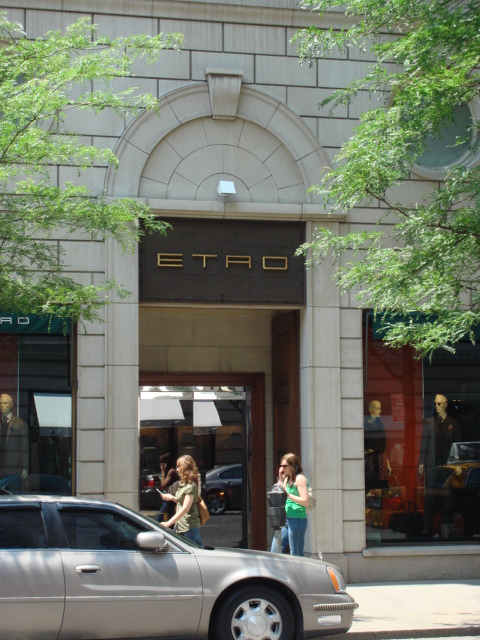
Una boutique Etro in Madison Avenue, New York

Etro è stata fondata nel 1968 da Gerolamo "Gimmo" Etro come azienda tessile. Il disegno stilistico principale di Etro nei primi dieci anni di attività è stato il paisley, con variazioni sul tema. L'azienda ha sede a Milano in Via Spartaco, in un edificio ristrutturato nel 1977, che contiene anche l'archivio dell'arte tessile paisley ospitato nella biblioteca aziendale. Kean Etro, direttore creativo, ha in seguito ricordato come fin da quando era bambino aveva iniziato a consultare l'archivio, trascorrendo molto tempo a copiare i disegni dei tessuti e sperimentando il suo proprio stile creativo. Dopo un viaggio in India da cui trae ispirazione, Gerolamo Etro introduce nel 1981 il motivo paisley  definito "vorticoso" da Elle Magazine e diventato sinonimo della maison nel 1984. Nel 1985 debutta la collezione homewear. La collezione di fragranze viene lanciata nel 1989 e debutta all'interno della boutique di Milano in via Verri. Due recenti fragranze sono il profumo Rajasthan, ispirato all'omonima regione indiana, e il Jacquard. La prima sfilata di Etro si è tenuta in occasione della Settimana della moda di Milano nel 1996. L'azienda inizia la promozione pubblicitaria sul The New York Times a partire dal 1999, e dal 2013 è presente anche online, oltre che presso negozi e boutique. Nel 2014 la casa editrice Rizzoli pubblica “Etro”, una monografia sulla storia della maison, curata da Renata Molho.

## Personaggi
Etro, il cui nome si identifica in primo luogo con il fondatore Gimmo, è oggi guidata anche dai suoi quattro figli. Kean Etro è stato il direttore creativo delle collezioni Uomo, ha tratto ispirazione dai suoi viaggi e dalle diverse culture con cui entra in contatto. 
Era entrato a far parte dell'azienda di famiglia nel 1986 come esperto informatico. Nel 1990 ha crea la sua prima collezione maschile e nel 1996 ha presentato la sfilata Uomo incentrandola sul concetto di "Nuova Tradizione". Veronica Etro è stata direttore creativo della linea Donna, di cui fu presentata la sua prima collezione nel 2000. Jacopo Etro ha lavorato nell'azienda di famiglia dal 1982 come direttore delle collezioni Accessori e Pelletteria, Home e Tessuti. Nel 2010 è stato eletto consigliere della Camera nazionale della moda italiana come delegato per il settore del tessile italiano. Ippolito Etro è entrato a far parte dell'azienda nel 1991 come responsabile della divisione amministrativa e, dopo aver assunto per un periodo la Direzione Generale, ha ricoperto il ruolo di consulente strategico. Il The New York Times lo ha citato riportando le seguenti parole: "My father always told us that we could do what we wanted in life. But he said, 'If you work here, you have to start from scratch".
Da Giugno 2022 l’azienda ha nominato Marco De Vincenzo come nuovo direttore creativo dopo la vendita per il 60% del brand al fondo L Catterton di Bernard Arnault. Marco de Vincenzo è direttore creativo e fondatore dell’omonimo marchio. A ventun’anni, lo stilista è entrato a far parte degli uffici creativi di Fendi, dove attualmente ricopre la posizione di Head Designer di pelletteria. Nel 2009 ha lanciato il suo brand e nello stesso anno ha vinto il concorso "Who Is On Next" organizzato da Vogue Italia. Nel 2014, LVMH ha siglato una partnership con De Vincenzo che ha portato alla crescita internazionale del marchio; è stato nominato Direttore Creativo di ETRO, mantenendo la sua collaborazione con FENDI.

## Collezioni

### Linea maschile

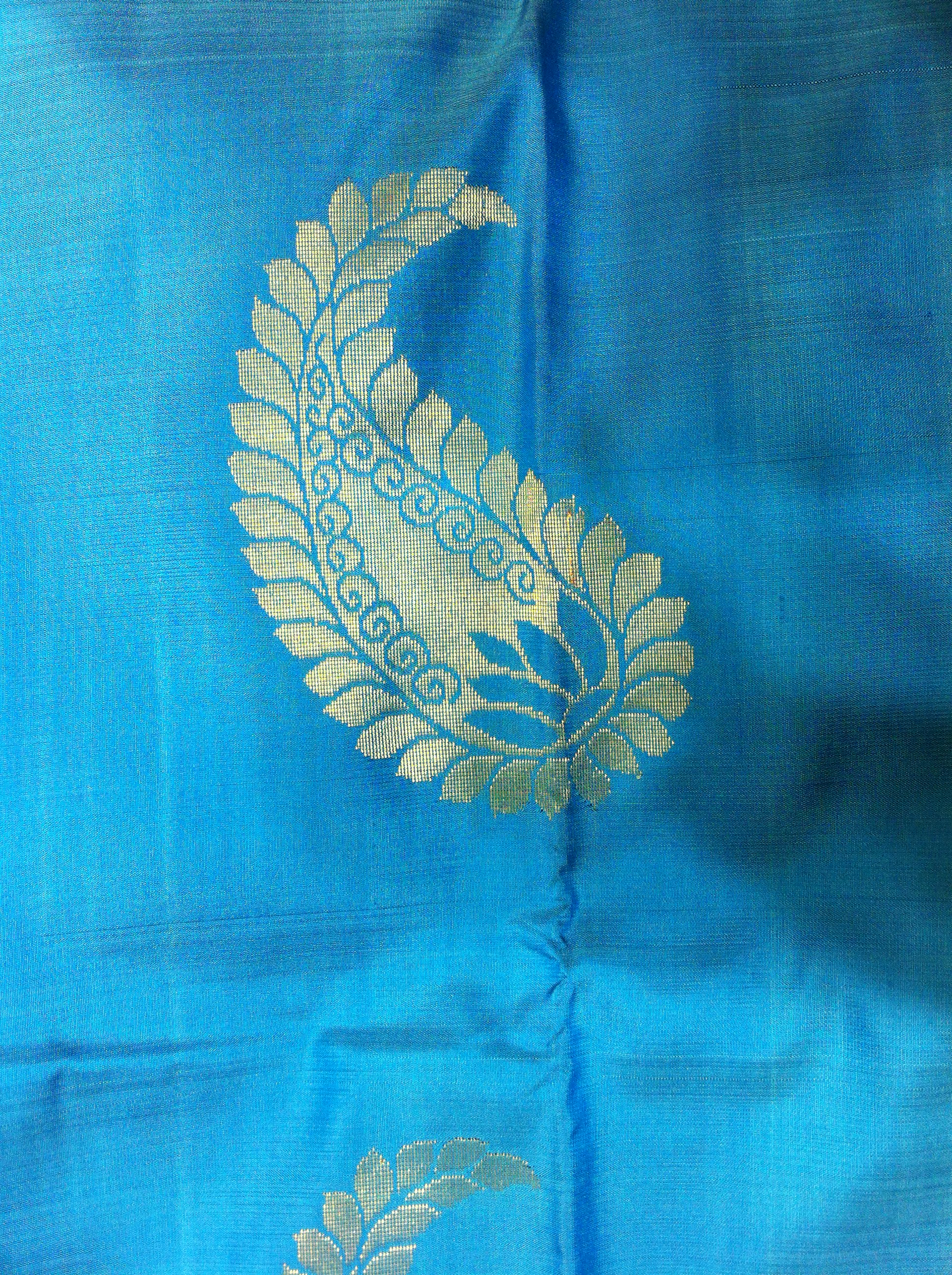
Tipica decorazione iraniana in stile paisley

Le collezioni maschili di Kean Etro sono state presentate negli anni attraverso sfilate concettuali, come quella dell'Autunno-Inverno 03 in cui gli ospiti hanno assistito alla sfilata all'interno di un treno d'epoca che ha viaggiato per due stazioni di Milano. Gli articoli a motivo paisley sono quelli più iconici della maison. Un altro articolo caratteristico è la camicia "cooked", cucinata, ossia tinta con more o altri ingredienti per produrre l'effetto desiderato.

### Linea femminile
Con Veronica Etro la collezione femminile è stata lanciata nel 1991. Quella della Primavera-Estate 2016 presentata a Milano è stata commentata da Angelo Flaccavento come una collezione che "show[ed] off the savoir-faire of her ateliers ", incentrata sul tema del “balletto”, e che si è orientata verso una direzione più leggera rispetto alle stagioni passate, per cui "everything had a charming, undone quality that looked appealing and felt new." The New York Times ha descritto la collezione come "an ode to turn-of-the-century femininity", sottolineando come la danza abbia rivestito un importante ruolo durante la sfilata.

### Altre linee
La maison propone anche una collezione di fragranze, che si rifà al concetto delle vecchie profumerie, oltre che a linee per la cura della persona, di accessori da viaggio, di pelletteria, di eyewear, footwear, di gioielleria, e di homewear. Nel 2014 è stato inaugurato il primo negozio Etro Home a Milano durante il Salone del Mobile. Nel 2024 debutta la linea Kids.

### Premi
- Fashion Telva Awards 2010 – premio per il miglior percorso ed evoluzione creativa internazionale[36]

- Chi è Chi Award 2011 – premio Made with love … fatto con amore[37]

- Top Glamour Women of the Year 2011 - Best International Designer